# Jean-Pierre Roger
Jean-Pierre Roger est un homme politique français né le 6 juillet 1757 à L'Isle-en-Dodon (Haute-Garonne) et décédé le 2 décembre 1825 au même lieu.
Avocat, juge à la châtellenie de Simorre, membre de l'assemblée provinciale du Comminges, il est député du tiers état aux États Généraux de 1789. Il est secrétaire de l'Assemblée le 9 avril 1791. Il est ensuite juge de paix. Incarcéré sous la Terreur, il est ensuite administrateur du district de Saint-Gaudens, puis du département et enfin président de l'administration municipale de Saint-Gaudens. Rallié au coup d'État du 18 Brumaire, il est sous-préfet de Saint-Gaudens jusqu'en 1810. Il est juge de paix de 1816 à sa mort.

## Sources
- « Jean-Pierre Roger », dans Adolphe Robert et Gaston Cougny, Dictionnaire des parlementaires français, Edgar Bourloton, 1889-1891 [détail de l’édition]